# Thomas Drummond
Capitão Thomas Drummond (Edimburgo, 1797 - 1840) foi um político e engenheiro civil escocês, inventor da luminária Drummond.
Membro do Partido Whig, foi ums dos preparadores da Reforma de 1832, o que lhe fez merecer posteriormente a nomeação como Sub-Secretário para a Irlanda, posição que ocupou de 1835 até sua morte, em 1840.
Drummond foi respeitado pelos irlandeses, a quem tratou com imparcialidade.